# Arviat
Arviat (inuktitut ᐊᕐᕕᐊᑦ, do 1989 Eskimo Point) – osada w Kanadzie, w terytorium Nunavut. Położona na zachodnim brzegu Zatoki Hudsona, w regionie Kivalliq. Liczy 2318 mieszkańców (2011).